# مقبرة خنو
مقبرة خنو، هي مقبرة صغيرة مفتوحة تقع على الجانب الشمالي من الطريق الصاعد للملك أوناس، وهي لمسئول كبير يحمل لقبي «رئيس هرم الملك أوناس»، و «شريف الملك للبيت الكبير».

## المقبرة
من أهم النقوش المنحوتة بهذه المقبرة منظران على الجدار الغربي يمثل أحدهما خنو مع ولده وهما في وضع التضرع، ويمثله الثاني جالساً مع ابن آخر أمام مائدة للقرابين. وهناك كذلك باب وهمي جميل في حالة جيدة من الحفظ؛ لتيسير دخول وخروج الكا أو روح المتوفى، والاتصال بعالم الأحياء.